# Aynac
Aynac – miejscowość i gmina we Francji, w regionie Oksytania, w departamencie Lot.
Według danych na rok 1990 gminę zamieszkiwały 604 osoby, a gęstość zaludnienia wynosiła 28 osób/km² (wśród 3020 gmin regionu Midi-Pireneje Aynac plasuje się na 518. miejscu pod względem liczby ludności, natomiast pod względem powierzchni na miejscu 512.).